# دنسو
دنسو (به انگلیسی: Denso) شرکت خودروسازی ژاپنی (به ژاپنی: 株式会社デンソー) است، که در زمینه تولید و عرضه انواع قطعات خودروها، کامیونها و ماشین‌آلات سنگین فعالیت می‌کند.
این شرکت در سال ۱۹۴۹ تحت نام نیپون دنسو تأسیس شد و در سال ۱۹۹۶ به‌فرم کنونی تغییر نام داد. شرکت دنسو یکی از شرکت‌های زیرمجموعه گروه تویوتا به‌شمار می‌آید. شهرت آن در کشورهای توسعه‌یافته، اغلب به‌دلیل خلق بارکدهای دوبعدی کیو آر کد می‌باشد.
دفتر مرکزی این شرکت در شهر کاریا، آیچی، ژاپن قرار دارد و بخشی از سهام آن در بازار بورس توکیو معامله می‌شود. در سال ۲۰۱۰ شرکت دنسو در فهرست فورچون جهانی ۵۰۰ در رتبه ۲۳۲ از بزرگترین شرکت‌های جهان قرار گرفت.
در حال حاضر شرکت دنسو از ۱۸۴ شرکت تابعه و زیرمجموعه تشکیل شده‌است، که تعداد ۶۸ شرکت در ژاپن، ۳۴ شرکت در آمریکا، ۳۴ شرکت در اروپا و ۴۸ شرکت در آسیا-اقیانوسیه مستقر می‌باشند.